# Mathilda Gelhaar
Mathilda Fredrika Gelhaar, född Ficker 3 september 1814 i Stockholm, död 24 april 1889 i Hedvig Eleonora församling, Stockholms stad, var en svensk skådespelare och operasångare (sopran), verksam 1829–1860. Hon var hovsångerska och mor till sångerskan Wilhelmina Gelhaar.

## Biografi
Gelhaar var dotter till en musiker Ficker vid Hovkapellet, barnbarn till Andreas Widerberg och syster till Charlotta Almlöf, och blev tillsammans med henne elev på Dramatens elevskola i Stockholm 1828. Hon debuterade som barnskådespelare vid Operan 1829 och anställdes som vuxensångare 1834. Hon beskrivs som en blond skönhet med ”naivt” spel och fin koloratur. Hon var populär och räknas som en av de ledande sångarna 1834–1858; särskilt sedan Jenny Lind lämnade Sverige betraktades hon som en av Sveriges allra främsta inom operan under 1840-talet och 1850-talet.
Hon sjöng Adina i Kärleksdrycken, Amina i Sömngångerskan, Anna i Friskytten och Isabella i Robert av Normandie som första svenska. Ett av hennes mest omtyckta uppträdanden var en duett i Norma mot Jenny Lind.
Hon gifte sig 1836 med oboisten vid Hovkapellet Fredrik Gelhaar och blev hovsångare 1837. Hon gästspelade på scenen i Köpenhamn innan hon pensionerade sig 1860. Makarna Gelhaar är begravda på Norra begravningsplatsen utanför Stockholm.